# Жетон
Жетон (токен), в наши дни, е общото наименование на предмет подобен на монета, който няма номинална стойност и служи най-често да отбележи събитие, специална преданост или е знак за членство. Обикновено съдържа думи и изображения.

## Етимология
Жетоните са обект на науката екзонумия. Съществителното „exonumia“ произлиза от два класически корена: „exo“ (на гръцки „извън“), и „nummus“ (от латинското „νοῦμμος“ – „монета“).

## Екзонумия и нумизматика
Нумизматиката включва монети, банкноти и екзонумия.
Екзонумия е наука изучаваща нумизматични предмети (като жетони, медали, нотгелд, финансови бонове, значки и ленти), различни от монети и хартиени пари. Освен строгата дефиниция, понятието се разширява до не-монети, които могат или не могат да бъдат законни разплащателни средства, като чекове, кредитни карти и други подобни документи.

## Видове
Видовете жетони се определят от тяхното предназначение:

### Икономика
1. валута, различна от монети и хартиени пари
2. пари, които са с ограничено законно платежно средство
3. жетонова монета – малко, плоско, кръгло парче метал или пластмаса, което понякога може да се използва вместо пари:
  - Казино жетон
  - Рицарски знак, носен от средновековен рицар
4. Ваучер или подаръчна карта с възможност за купуване за ценни вещи
5. Правителствени услуги
  - Токени на автомивки
  - Печати за храна
  - Токени за паркиране
6. Транспортни жетони
  - Фериботи
  - Метро
7. Движения
  - Религиозни
  - Годишнини на градове и области
8. и много други

### Изчисления
1. Токен – обект (в софтуера или хардуера), който представлява правото да се извърши някаква операция.

### Други приложения
1. Сватбен жетон – известен още като arrhae или сватбена монета
2. Игрален жетон – използван в някои настолни игри
3. Токен в железопътната сигнализация – физически обект, даден на машинист на локомотив, за да му разреши да използва определен участък от даден железопътен коловоз
4. и др.

## Галерия
- Жетони от казино
- Жетон за пазаруване от Гронинген
- Жетони за кафе
- Пластмасов жетон за консумация от Гронингер
- 50 милиона марки – нотгелд от Вестфалия
- Жетон за метро
- Съвременен жетон от Индия
- Жетон „момче епископ“ ползван за дарения